# سدلتشکو و سوبیسلاوی
سدلتشکو و سوبیسلاوی (به چکی: Sedlečko u Soběslavě) یک منطقهٔ مسکونی در جمهوری چک است که در منطقه تابور واقع شده‌است. سدلتشکو و سوبیسلاوی ۲٫۸۵ کیلومتر مربع مساحت و ۹۸ نفر جمعیت دارد و ۴۲۳ متر بالاتر از سطح دریا واقع شده‌است.